# ریکاردو بیلی
ریکاردو بیلی (ایتالیایی: Riccardo Billi؛ ‏ ۲۲ آوریل ۱۹۰۶ – ۱۵ آوریل ۱۹۸۲) بازیگر اهل ایتالیا بود.
از فیلم‌هایی که وی در آن نقش داشته‌است، می‌توان به زیباترین روزها، پیرنو دوباره می‌تازد، پیرینو در مقابل همه، آفرین به فک، پلنگ صورتی، توتو تارزان، آدم و حوا، دانشجویان گاسکونیا، کشور زنگ‌ها، بی‌اخلاق، در پاسگاه پلیس رخ داد، نجیب و پاکدامن و حمل و نقل اشاره کرد.